# أبو سليمان الربعي
أبو سليمان الرَّبَعي (ت. 379 هـ / 989 م) هو مؤرخ ومحدث ، من أهل دمشق.
هو محمد بن عبد الله بن أحمد بن ربيعة، أبو سليمان الربعي. كان محدث دمشق وابن قاضيها. من آثاره: «أخبار ابن أبي ذئب، هشام بن شعبة» و«تاريخ مولد العلماء ووفياتهم» و«وصايا العلماء عند حضور الموت».